# Blaberidae
Los blabéridos (Blaberidae) o cucarachas gigantes, son la segunda familia más grande del orden Blattodea. Hay alrededor de 1200 especies en 165 géneros en 12 subfamilias.

## Algunas especies
|                          |
| Archimandrita tessellata |

|                    |
| Blaberus craniifer |

|                    |
| Blaberus giganteus |

|                |
| Blaptica dubia |

## Géneros
| - Subfamilia Blaberinae - Archimandrita - Aspiduchus - Bionoblatta - Blaberus - Blaptica - Byrsotria - Eublaberus - Hemiblabera - Hiereoblatta - Hormetica - Hyporhicnoda - Lucihormetica - Minablatta - Monachoda - Monastria - Neorhicnoda - Oxycercus - Paradicta - Parahormetica - Petasodes - Phoetalia - Sibylloblatta - Styphon - Subfamilia Diplopterinae - Diploptera - Subfamilia Epilamprinae - Africalolampra - Alphelixia - Anisolampra - Antioquita - Apsidopis - Aptera - Ataxigamia - Blepharodera - Calolampra - Calolamprodes - Capucinella - Cariacasia - Colapteroblatta - Dryadoblatta - Epilampra - Galiblatta - Gurneya - Haanina - Homalopteryx - Howintoniella | - Juxtacalolampra - Litopeltis - Miroblatta - Molytria - Morphna - Notolampra - Opisthoplatia - Orchidoeca - Phlebonotus - Phoraspis - Pinaconota - Placoblatta - Poeciloderrhis - Princisola - Pseudophoraspis - Rhabdoblatta - Rhabdoblattella - Stictolampra - Thorax - Ylangella - Subfamilia Geoscapheinae - Geoscapheus - Macropanesthia - Neogeoscapheus - Parapanesthia - Subfamilia Gyninae - Alloblatta - Gyna - Paraprincisaria - Princisaria - Pseudocalolampra - Subfamilia Oxyhaloinae - Tribu Gromphadorhini - Aeluropoda - Ateloblatta - Elliptorhina - Gromphadorhina - Leozehntnera - Princisia - Tribu Nauphoetini - Griffiniella - Henschoutedenia - Jagrehnia - Nauphoeta - Rhyparobia - Simandoa | - Tribu Oxyhaloini - Oxyhaloa - Brachynauphoeta - Coleoblatta - Heminauphoeta - Pronauphoeta - Subfamilia Panchlorinae - Achroblatta - Anchoblatta - Biolleya - Panchlora - Pelloblatta - Subfamilia Panesthiinae - Ancaudellia - Annamoblatta - Caeparia - Microdina - Miopanesthia - Panesthia - Salganea - Subfamilia Paranauphoetinae - Paranauphoeta - Subfamilia Perisphaeriinae - Bantua - Compsagis - Corydidarum - Cyrtotria - Derocalymma - Ellipsica - Elliptoblatta - Glomerexis - Gymnonyx - Hostilia - Laxta - Neolaxta - Perisphaeria - Perisphaerus - Pilema - Platysilpha - Poeciloblatta - Pseudoglomeris - Zuluia - Subfamilia Pycnoscelinae - Proscratea - Pycnoscelus - Stilpnoblatta | - Subfamilia Zetoborinae - Alvarengaia - Capucina - Lanxoblatta - Parasphaeria - Phortioeca - Phortioecoides - Schistopeltis - Schizopilia - Schultesia - Thanatophyllum - Tribonium - Tribonoidea - Zetobora - Zetoborella - Sin subfamilia - Apotrogia - Cacoblatta - Compsolampra - Cyrtonotula - Derocardia - Diplopterina - Elfridaia - Eustegasta - Evea - Glyptopeltis - Gynopeltis - Hedaia - Isoniscus - Kemneria - Mesoblaberus - Mioblatta - Paraplecta - Phenacisma - Progonogamia - Pseudogyna - Pseudoplatia - Rhicnoda - Stenoblatta - Stictomorphna - Thliptoblatta - Thoracopygia |